# David Bain
David Michael Bain (* 3. Juli 1945 in Carlisle; † 30. November 2004 in Manchester) war ein britischer Altphilologe, besonders Gräzist.

## Leben
Geboren in Carlisle, wuchs er in Melrose (Scottish Borders) auf und erhielt seine Schulbildung in der Galashiels Academy. Von 1963 bis 1967 studierte er in St Andrews Klassische Philologie, danach wechselte er nach Oxford, St John’s College, wo er 1973 unter der Leitung von Hugh Lloyd-Jones mit der Arbeit Asides and related conventions in Greek drama promovierte. Seit 1971 lehrte er an der Universität Manchester zunächst als Lecturer, später als Professor of Greek, 2001 ließ er sich vorzeitig emeritieren. Am 30. November 2004 erlag er einem Herzanfall.
Mit seinen Arbeiten zum griechischen Schauspiel lieferte er wesentliche Beiträge zum Verständnis der dramatischen Technik; weitere Forschungsgebiete, auf denen er erfolgreich arbeitete, waren die Medizingeschichte und die Magie, aber auch die Aischrologie (verpönte Wörter und deren Erklärung).

## Schriften (Auswahl)
- Actors & audience. A study of asides and related conventions in Greek drama. Oxford University Press, Oxford 1977, ISBN 0-19-814724-4 (Reissued in paperback. ebenda 1987).
- Masters, servants and orders in Greek tragedy. A study of some aspects of dramatic technique and convention (= Publications of the Faculty of Arts of the University of Manchester. 26). University Press, Manchester 1981, ISBN 0-7190-1296-1.
- als Herausgeber: Menander: Samia. Edited with translation and notes. Aris & Phillips, Warminster 1983, ISBN 0-85668-225-X (2nd imprint. ebenda 1985).
- Apotropaic farting. In: Zeitschrift für Papyrologie und Epigraphik. Band 63, 1986, S. 104, JSTOR:20186359.
- Six Greek verbs of sexual congress: βινῶ, κινῶ, πυγίζω, ληκῶ, οἴφω, λικάζω. In: Classical Quarterly. Band 41, Nr. 1, 1991, S. 51–77, JSTOR:639023.
- Koiraniden. In: Reallexikon für Antike und Christentum. Band 21: Kleidung II – Kreuzzeichen. Hiersemann, Stuttgart 2006, ISBN 3-7772-0620-2, Sp. 224–232.